# Christine van Lotharingen

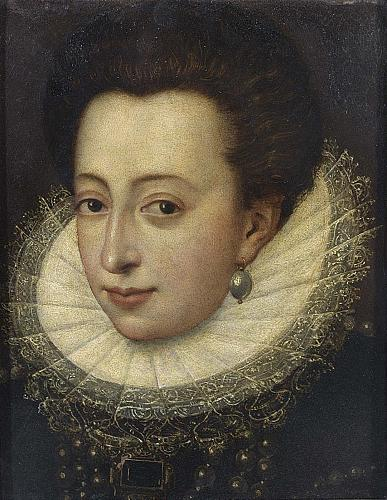
Christina, Grand Duchess of Tuscany,
by Frans Pourbus de Jongere.

Christine van Lotharingen of Chretienne van Lotharingen (Nancy, 16 augustus 1565 - Florence, 19 december 1637), was de dochter van Karel III van Lotharingen (1543-1608) en Claudia van Valois (1547-1575), en kleinkind van Catharina de' Medici.
Op 3 mei 1589 trouwde ze met Ferdinando I de' Medici, groothertog van Toscane.

Hun kinderen waren:
- Cosimo II (12 mei 1590 - 28 februari 1621), groothertog van Toscane, trouwde met Maria Magdalena
- Eleonora (10 november 1591 - 22 november 1617)
- Caterina (2 mei 1593 - 17 april 1629), trouwde met Ferdinando Gonzaga (26 april 1587 - 29 oktober 1626), hertog van Mantua
- Francesco (14 mei 1594 - 17 april 1614)
- Carlo (19 maart 1595 - 17 juni 1666)
- Filippo (9 april 1598 - 1 april 1602)
- Lorenzo (1600 - 1648)
- Maria Maddalena (1 augustus 1600 - 28 december 1633)
- Claudia (Florence, 4 juni 1604 - 25 december 1648), trouwde met Federico Ubaldo delle Rovere (Pesaro 16 mei 1605 - 28 juni 1623), hertog van Urbino, en met Leopold V van Habsburg (Graz, 9 oktober 1586 - 13 september 1632), graaf van Tirol.

Hun zoon  Cosimo II de' Medici volgde zijn vader op als Groothertog.